# عمه و خاله
به خواهر پدر یا مادر به ترتیب عمه و خاله می‌گویند. ۲۵ درصد ژن هر انسانی با عمه یا خاله‌اش مشترک است. برابر پارسی این دو واژه عربی به ترتیب اَفدَرزه و دایزه است.